# Егоров, Иван Афанасьевич
Иван Афанасьевич Егоров — российский учёный в области кормления сельскохозяйственной птицы и технологии кормов, академик РАСХН (2007), академик РАН (2013).
Родился 12.10.1946 г. в д. Яблочково Шаблыкинского района Орловской области.
Окончил Курский СХИ (1971) и один год работал зоотехником колхоза им. Жданова в своём родном районе.
С 1972 г. во ВНИИ птицеводства: аспирант (1972—1975); младший (1975—1977), старший (1978—1983) научный сотрудник; зав. лабораторией оценки кормовых средств (1984—1988); зав. отделом кормления (1989—1993); зам. директора по НИР (1994—2016), с 2017 г. — главный научный сотрудник.
Доктор биологических наук (1993), профессор (1995), академик РАСХН (2007), академик РАН (2013).
Разработчик новых рецептов комбикормов для птицы, нетрадиционных кормовых средств.
Лауреат Государственной премии РФ в области науки и техники (2003). Награждён медалью ордена «За заслуги перед Отечеством» II степени (2007), золотыми и серебряными медалями ВВЦ.
Автор и соавтор свыше 50 книг и брошюр, в том числе 4 монографий. Получил 25 авторских свидетельств и патентов на изобретения.
Книги:
- Кормление сельскохозяйственной птицы / соавт.: В. И. Фисинин и др. — Сергиев Посад, 2000. — 375 с.
- Биохимические и физиологические аспекты взаимодействия витаминов и биоэлементов / соавт.: Ю. И. Микулец и др. — Сергиев Посад, 2002. — 192 с.
- Птицеводство России: история : основные направления: перспективы развития / соавт.: М. Г. Петраш, И. И. Кочиш. — М.: КолосС, 2004. — 298 с.
- Корма и биологически активные вещества / соавт.: Н. А. Попков и др. — Минск: Беларуская навука, 2005. — 881 с.
- Корма, кормовые добавки, биологически активные вещества для сельскохозяйственной птицы: моногр. / соавт.: Ю. А. Пономаренко и др. — М.: ВНИТИП,2009. — 655 с.
- Научные основы кормления сельскохозяйственной птицы / соавт.: В. И. Фисинин и др. — Сергиев Посад: ВНИТИП, 2011. — 349 с.
- Новое в кормлении животных: справ. пособие / соавт.: В. И. Фисинин и др.; Всерос.гос. НИИ животноводства и др. — М.: Изд-во РГАУ-МСХА, 2012. — 612 с.
- Корма, биологически активные вещества, безопасность: практ. пособие / соавт.: Ю. А. Пономаренко, В. И. Фисинин. — Минск; Москва: Белстан, 2013. — 848 с.
- Руководство по оптимизации рецептов комбикормов для сельскохозяйственной птицы / соавт.: В. И. Фисинин, Т. Н. Ленкова; ГНУ Всерос. н.-и. и технол.ин-т птицеводства и др. — Сергиев Посад, 2014. — 155 с.
- Руководство по использованию шунгита в комбикормах для цыплят-бройлеров и кур-несушек /соавт.:Т. В. Егорова и др.;ФГБНУ ВНИТИП.-Сергиев Посад,2015. −32с.
- Адаптивная ресурсосберегающая технология производства яиц: моногр. / соавт.: В. И. Фисинин и др.; Всерос. н.-и. и технол. ин-т птицеводства. — Сергиев Посад: ВНИТИП, 2016. — 351 с.